# آشاعوبا (سیریک)
آشاعوبا (ترکی استانبولی: Aşağıoba) یک محله در ترکیه است که در ناحیهٔ سریک، آنتالیا واقع شده است. جمعیت این محله تا سال ۲۰۲۲ برابر با ۷۱۶ نفر بوده است.